# Wimitz (Gemeinde Weitensfeld)
Wimitz war eine Ortschaft in der Gemeinde Weitensfeld in Kärnten. Teils existieren die zur ehemaligen Ortschaft gehörenden Häuser heute nicht mehr, teils gehören sie durch eine Gemeindestrukturreform mittlerweile zur Gemeinde Steuerberg und werden dort als Teil der Ortschaft Goggau geführt.

## Lage
Die Ortschaft Wimitz lag im Wimitzgraben, östlich des Goggausees. Zu ihr zählten zumindest zeitweise die am nördlichen Rand einer breiten Talniederung stehenden Häuser Wirthskeusche (heute Goggau Nr. 7) und Erlacherkeusche (heute Goggau Nr. 8) sowie die 2 km östlich im engen Graben gelegene Hobischkeusche (existiert nicht mehr).
Diese seinerzeit in der Gemeinde Weitensfeld geführte Ortschaft Wimitz darf nicht mit den in Abständen von jeweils etwa 5 km flussabwärts folgenden Ortschaften Innere Wimitz, Äußere Wimitz und Wimitz, heute alle in der Gemeinde Frauenstein, verwechselt werden.

## Geschichte
In der ersten Hälfte des 19. Jahrhunderts lag der Ort in der Steuergemeinde Wullroß  und damit im Steuerbezirk Gurk.
Bei Gründung der Ortsgemeinden Mitte des 19. Jahrhunderts kam Wimitz an die Gemeinde Weitensfeld im Bezirk St. Veit an der Glan. 
1937 brannte die Hobischkeusche ab.
Bei der Kärntner Gemeindestrukturreform von 1973 wurde ein kleiner Teil der Katastralgemeinde Wullroß samt dem Ort Wimitz abgetrennt und kam an die Katastralgemeinde Neusteuerberg und somit an die Gemeinde Steuerberg sowie an den Bezirk Feldkirchen.

## Bevölkerungsentwicklung
Für die Ortschaft Wimitz ermittelte man folgende Einwohnerzahlen:
- 1869: 4 Häuser, 23 Einwohner[2]
- 1880: 1 Haus, 9 Einwohner[3]
- 1890: 3 Häuser, 14 Einwohner[4]
- 1900: 7 Häuser, 30 Einwohner[5]
- 1910: 6 Häuser, 38 Einwohner[6]
- 1923: 3 Häuser, 24 Einwohner[7]
- 1934: 19 Einwohner[8]
- 1961: 2 Häuser, 13 Einwohner[9]